# Maurice Croiset
Maurice Croiset, född 20 november 1846, död 15 februari 1935, var en fransk klassisk filolog. Han var bror till Alfred Croiset.
Crioset blev professor i grekiska språket och litteraturen vid Collège de France 1893, och har förutom den tillsammans med brodern författade La poésie de Pindare (1886) skrivit Aristophane et les parties à Athènes (1906) och Eschyle (1928) med flera verk.